# Сенчишак Ілько
Сенчишак Ілько Федорович (Псевдо:Довбуш, Пас, Юрко; 1924, с. Потік, Старосамбірський район, Львівська область – 7 липня 1950, біля с. Танява, Болехівська міська рада, Івано-Франківська область) — лицар Срібного хреста бойової заслуги УПА 1 класу.

## Життєпис
Член почту командира ТВ 24 «Маківка» (?-10.09.1949). 
Стрілець кур’єрської групи Проводу ОУН в Україні, яка доставила підпільну пошту за кордон до ЗП УГВР (10.09.-1.12.1949). 
Закінчив американську розвідувальну школу в Західній Німеччині. 
31.05.1950 р. в околиці с. Танява десантувався з американського літака у складі кур’єрської групи ЗП УГВР. 
Загинув у криївці, застрелився, щоб живим не потрапити в руки ворога. Старший булавний УПА (?).

## Нагороди
- Згідно з Постановою УГВР від 20.07.1950 р. і Наказом Головного військового штабу УПА ч. 1/50 від 28.07.1950 р. старший булавний УПА, кур'єр проводу ОУН Ілько Сенчишак – «Пас» нагороджений Срібним хрестом бойової заслуги УПА 1 класу.

## Вшанування пам'яті
- 29.01.2018 р. від імені Координаційної ради з вшанування пам’яті нагороджених Лицарів ОУН і УПА у м. Старий Самбір Львівської обл. Срібний хрест бойової заслуги УПА 1 класу (№ 021) переданий Григорію Сенчишаку, племіннику Ілька Сенчишака – «Паса».